# Gerione (personaggio mitologico)
Gerione (in greco antico: Γηρυών?, Ghēryṑn) è un personaggio della mitologia greca figlio di Crisaore e di Calliroe e fratello di Echidna.

## Aspetto
Era un gigante con tre teste, tre busti e sei braccia ma con un solo bacino e di conseguenza due sole gambe.

## Mitologia
Gerione era il Re dell'Isola dell'Eritea (forse l'odierna Madera), situata nell'Oceano occidentale e che si estendeva fino ai confini di Tartesso e possedeva una mandria di vacche rosse consacrate ad Apollo che erano sorvegliate dal pastore Euritione (figlio di Ares e dell'esperide Eritea) e dal cane a due teste Ortro.
La cattura dei buoi e l'uccisione di Gerione, Ortro ed Euritione costituirono la decima fatica di Eracle: infatti Euristeo ordinò a Eracle di catturare quei buoi ed Eracle partì usando la barca dorata di Helios, che si fece dare in prestito. Giunto sull'isola, uccise Gerione e si prese i suoi buoi. Era, infuriatasi, mandò uno sciame di mosche a uccidere i buoi, ma Eracle sconfisse anche queste.
Si racconta che il gigante Erice (῎Ερυξ) catturò uno dei buoi di Gerione, sfuggito a Eracle. Il gigante lo sfidò alla lotta e rimase ucciso. Eracle quindi seppellì Erice. I siciliani ci costruirono sopra un tempio dedicato alla madre del gigante (Afrodite) e poi diedero il suo nome al monte vicino alle sue spoglie. Erice è l'eroe eponimo della città di Erice in Sicilia.

## Influenza culturale
- Gerione è il protagonista della Gerioneide di Stesicoro.
- All'uccisione di Gerione da parte di Ercole è legato un mito sull'origine della Torre di Ercole a La Coruña.
- Gerione è uno dei personaggi della Commedia di Dante. A Gerione sono intitolati i Geryon Montes su Marte[7].
- Il protagonista del romanzo in versi di Anne Carson, Autobiografia del rosso, è un mostro rosso con le ali, ispirato alla figura di Gerione[8].
- Gerione compare anche nel quarto libro della saga di Percy Jackson e gli dei dell'Olimpo.
- In Devil May Cry 3, terzo capitolo della saga videoludica liberamente ispirata alla Divina Commedia, uno dei boss è chiamato Geryon, anche se qui prende la forma di un cavallo demoniaco.